# کریستر بیوکمن
کریستر بیوکمن (به انگلیسی: Christer Björkman) (زاده ۲۵ اوت ۱۹۵۷) خواننده سوئدی است.
او نماینده سوئد در مسابقه آواز یوروویژن ۱۹۹۲ بود.